# Croix de cimetière de Saillans
La croix de cimetière de Saillans est une croix hosannière située en face du portail de l'église de Saint-Seurin de Saillans dans la Gironde.

## Historique
C'est à partir du XVe siècle qu'apparaissent les croix de cimetière. Lorsqu'elles sont placées au centre d'un cimetière on dit qu'elles sont des croix hosannières (on y chante la prière Hosanna lors de la bénédiction des rameaux). Le plus souvent elles sont construites par des maîtres maçons plutôt que de réels sculpteurs. Elles correspondent à des dons de riches seigneurs. Les croix de cimetière mettaient en lumière le saint patron de la paroisse, puisqu'une représentation de ce saint occupait habituellement un des côtés de la croix sommitale.
La croix, qui date de 1573 se trouve devant le portail occidental de l'église Saint-Seurin de Saillans. Le fût est sculpté et présente une riche ornementation,des statues de saints, sur trois niveaux. Sous la base carrée de cette croix se situe le caveau funéraire des curés de Saillans.
Léo Drouyn donne  la description suivante :
Croix du cimetière de Saillans, canton de Fronsac (Gironde) (XVIe siècle).
Cette croix est, de toutes celles du département de la Gironde, la mieux conservée; elle se divise en trois parties distinctes :
- Une base carrée enfouie dans l'herbe du cimetière, et sur laquelle est une table d'autel ;
- Un fût rond sur lequel s'adossent des statuettes debout et des ornements ;
- Une croix ornée de fleurons et de statuettes.

Le fût est divisé en quatre étages horizontaux séparés verticalement par quatre pilastres à clochetons montant jusqu'à la hauteur du quatrième étage, séparé des autres par une moulure saillante. Entre ces pilastres s'élèvent, dans l'étage inférieur, quatre colonnes dont les chapiteaux servent de consoles à quatre statuettes qui forment le second étage ; elles sont surmontées de dais, sur lesquels se dressent encore, dans le troisième étage, quatre autres statuettes. Celles-là représentent :
- Au nord-est (la croix est orientée vers le solstice d'été), sainte Magdelaine, tenant dans la main gauche le vase de parfums, et dans la droite ses longs cheveux : c'est le moment où elle se prépare à parfumer les pieds du Christ.
- Au sud-est, saint Antoine, tenant un marteau dans la main droite et une clochette dans la main gauche.
- Au sud-ouest, sainte Catherine. Une couronne fleurdelisée orne sa tête ; sa main droite est armée d'une épée, et sa main gauche tient un livre. La roue, instrument de son supplice, est à ses pieds.
- Au nord-ouest, saint Jean-Baptiste, couvert de son costume de poil de chameau ; il tient un agneau sur la main gauche.

Les statuettes supérieures représentent :
- Au nord-est, saint Pierre, dont la tête est coiffée de la tiare ; il porte les clés.
- Au sud-est, l'ange Gabriel, tenant une fleur dans la main gauche , et bénissant avec la droite.
- Au sud-ouest, saint Paul, la main droite armée d'une épée.
- Au nord-ouest, saint Michel est en cotte-de-mailles; il tient le dragon enchaîné.

Entre saint Michel et saint Paul est un écusson sur lequel on lit 1543 : c'est la date du monument. ; et cela prouve qu'au milieu du XVIe siècle, on faisait encore dans nos contrées des monuments en style du XVe siècle.
Ces huit statuettes se détachent presque complètement du fût de la croix.
Les symboles des Évangélistes, qui couvrent le quatrième étage, ne sont sculptés qu'en bas-relief.
Au-dessus, s'élève la croix proprement dite ; elle est très-élégante et couverte de riches ornements de la décadence gothique. Les extrémités des branches étaient ornées de larges fleurons en feuilles frisées encadrant une tête d'ange ; un seul de ces motifs est complet : les autres ont été en partie brisés. A l'occident est un crucifix ayant autour de la ceinture une simple bande d'étoffe ; ses pieds sont attachés avec un seul clou, et une tête de mort est au-dessous de ses pieds. A l'orient est saint Seurin, patron de la paroisse ; il tient une crosse dans la main gauche, et bénit avec la droite.
Si la croix proprement, dite avait plus d'ampleur, ce monument, qui n'est que très-légèrement dégradé, serait un chef-d’œuvre de composition ; mais les statuettes qui en font la principale décoration sont dessinées de la façon la plus déplorable, et, sous ce rapport, il est bien inférieur à ceux de Saint-Projet et de Marcillac.

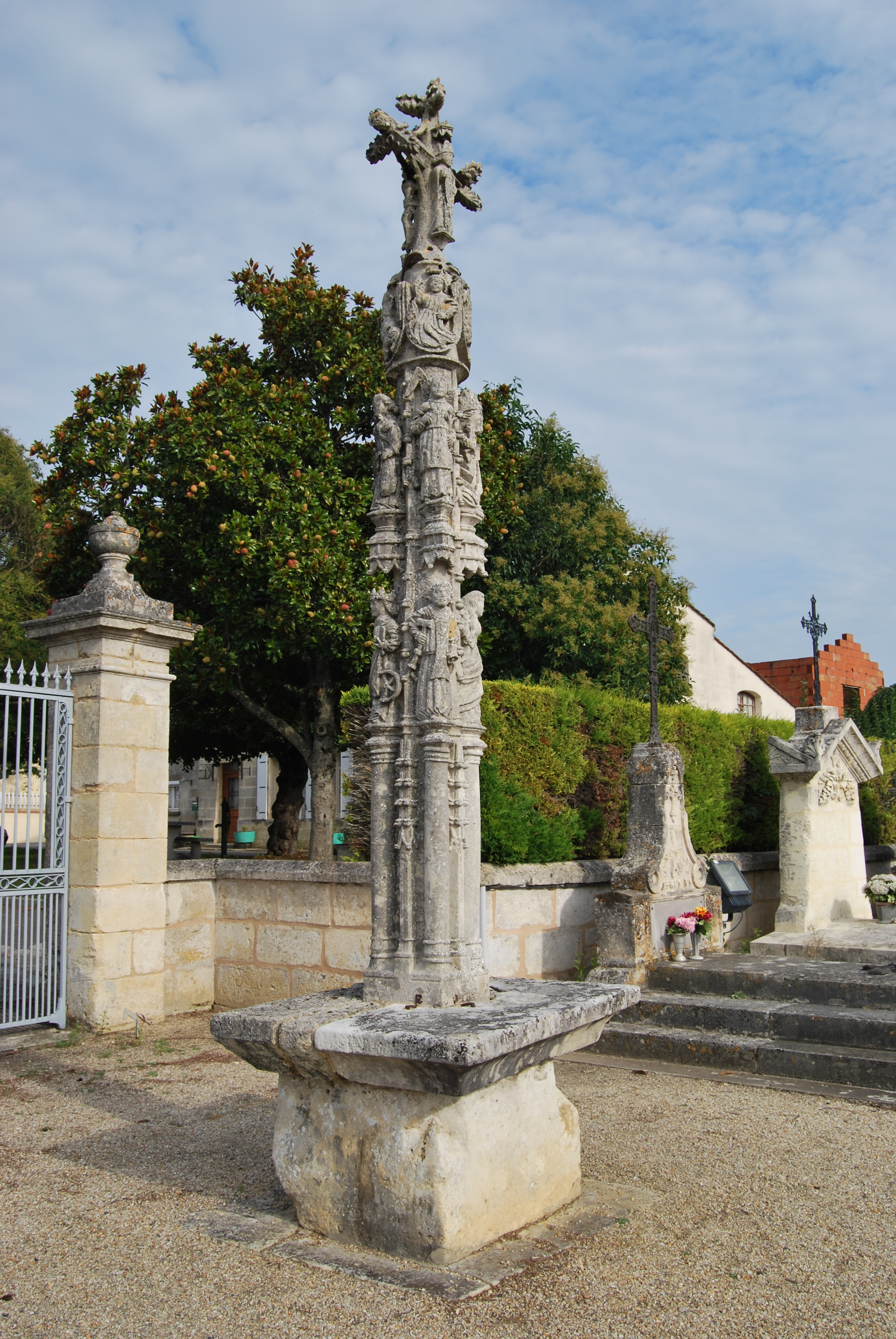
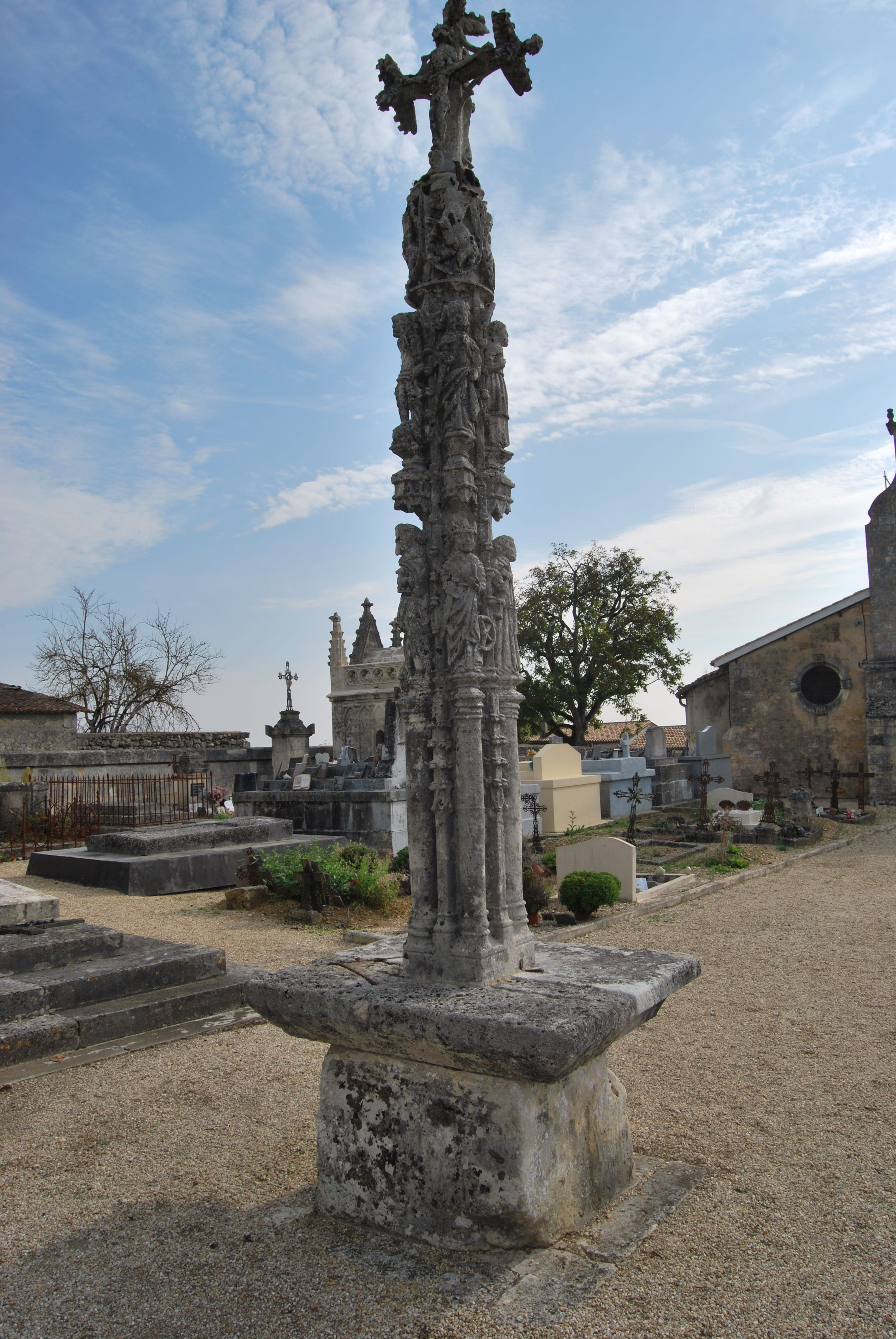
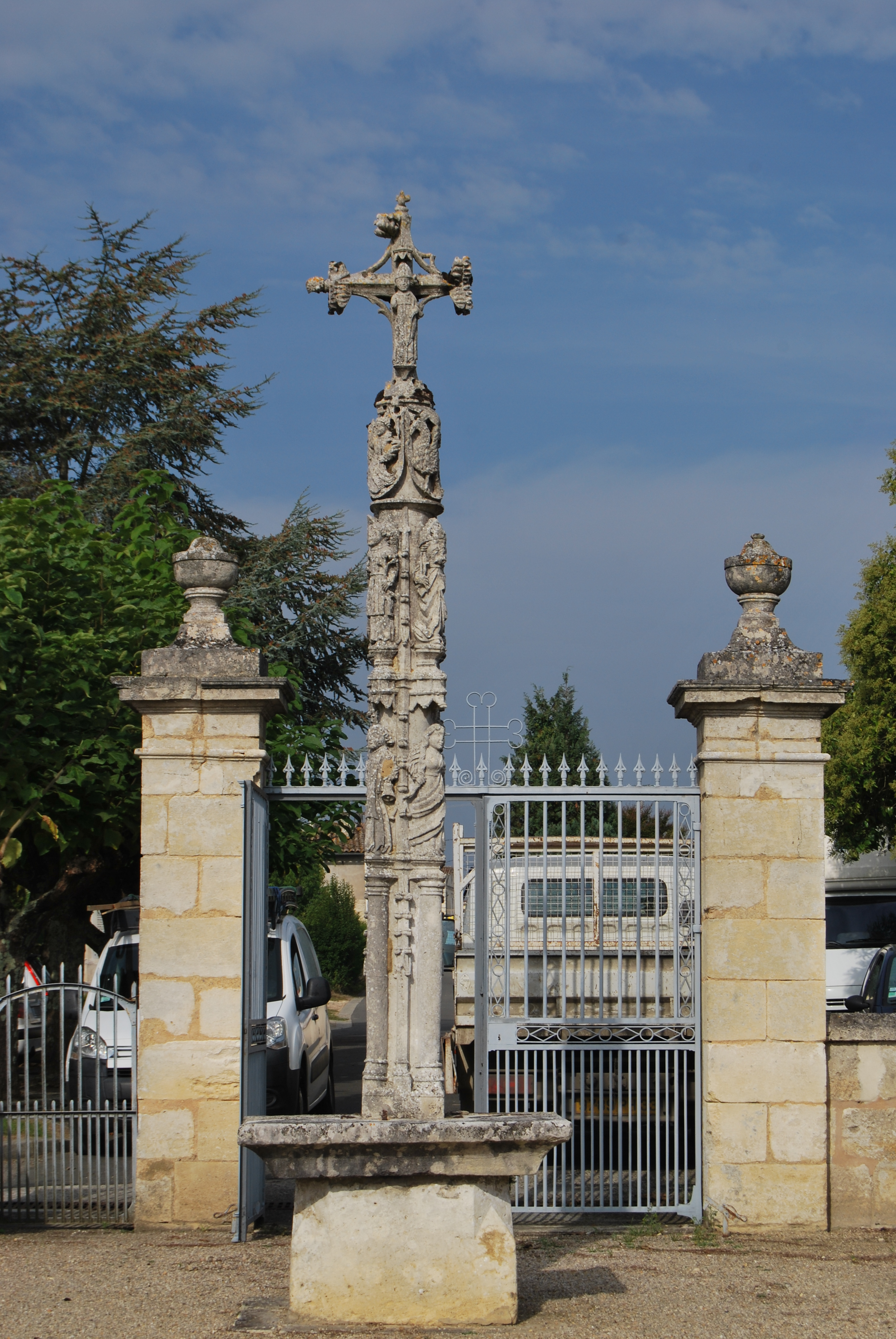
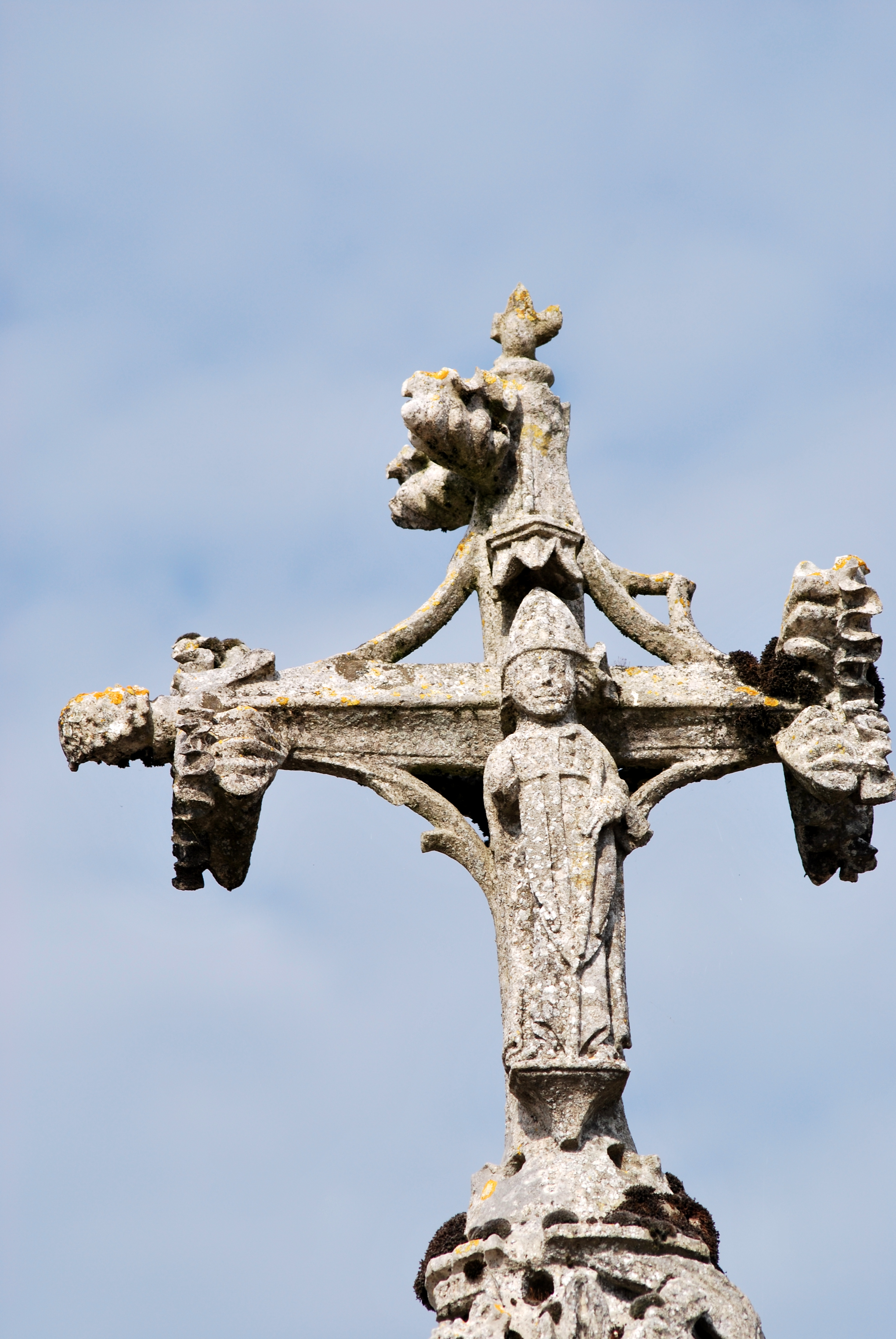

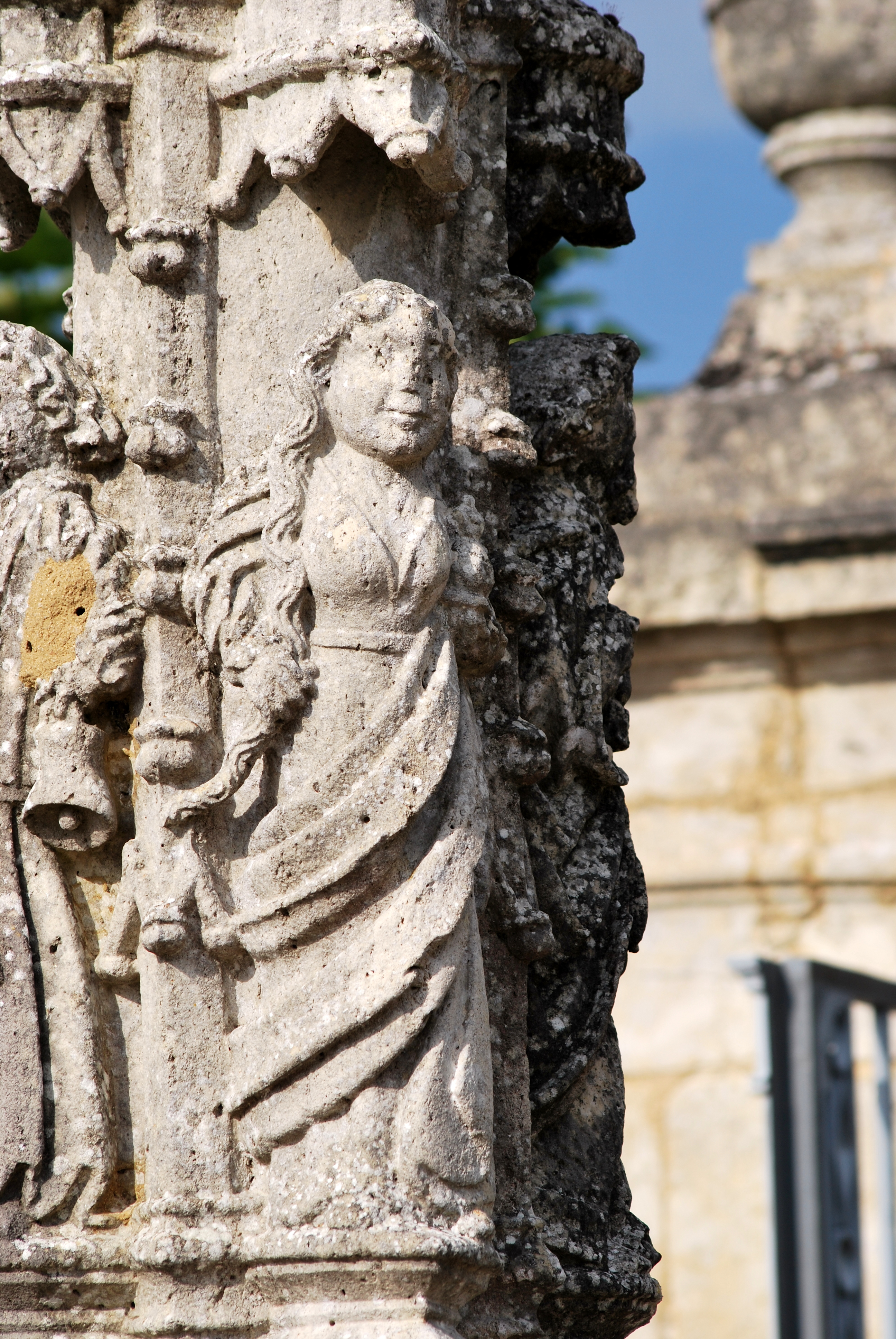
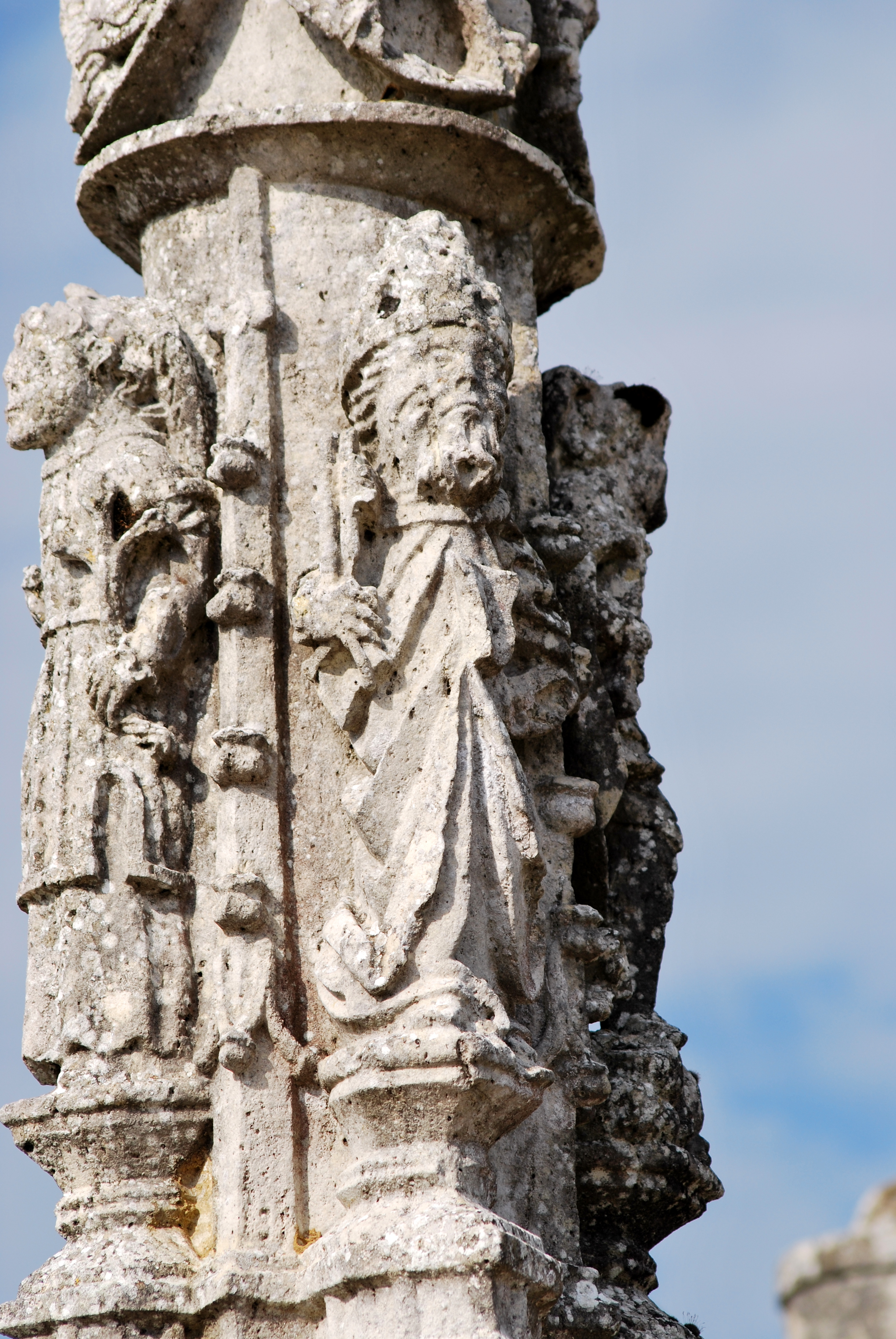
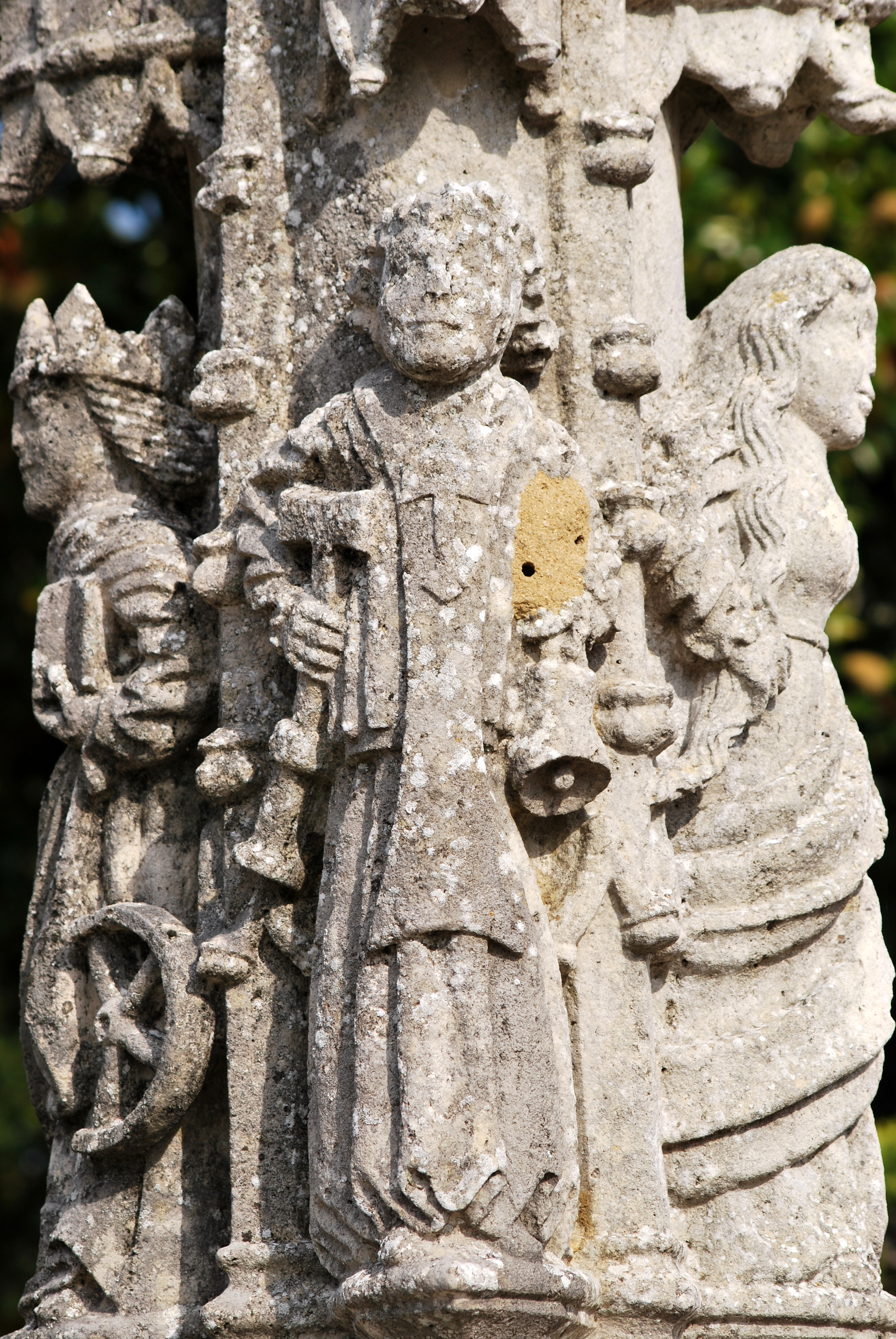
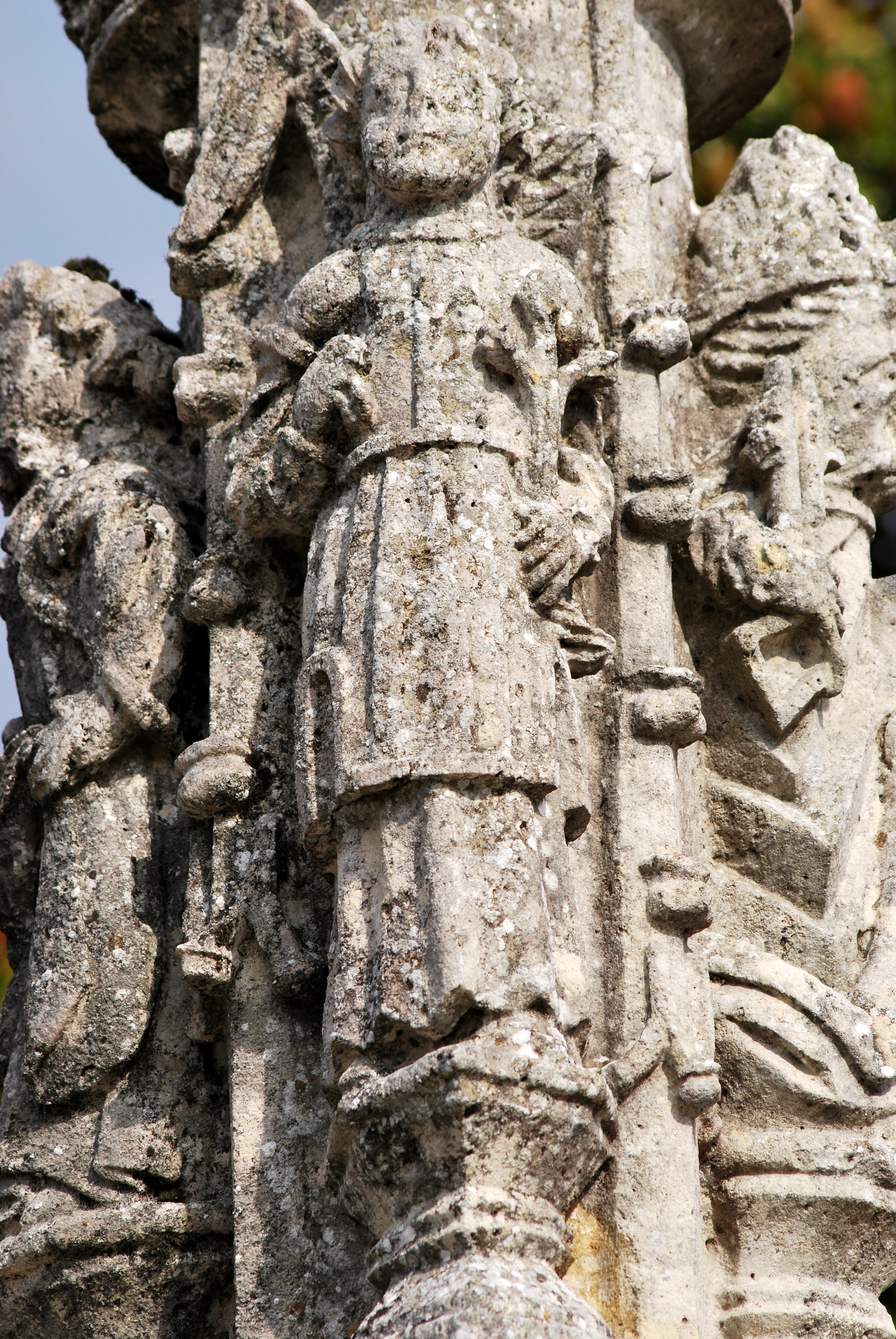
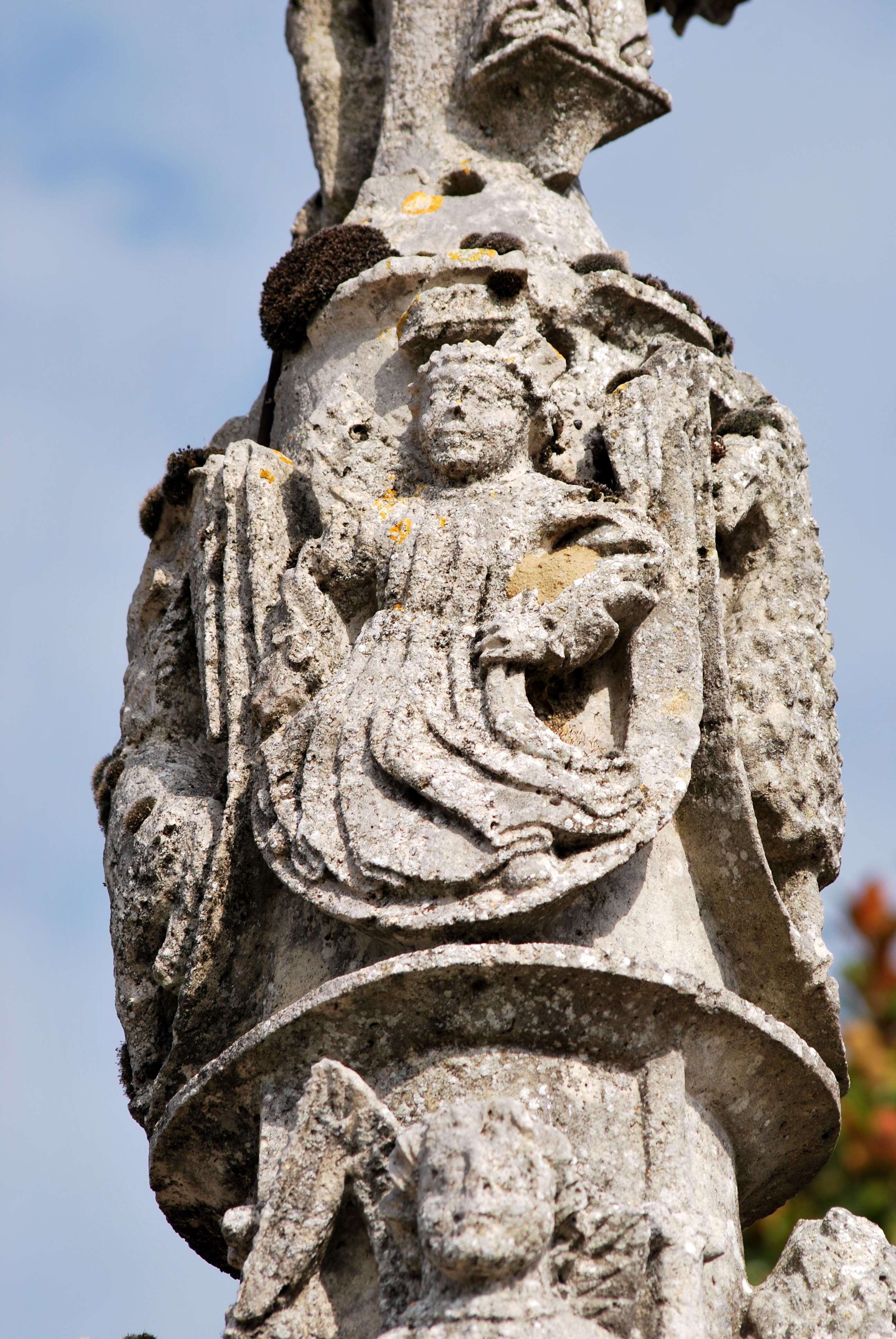
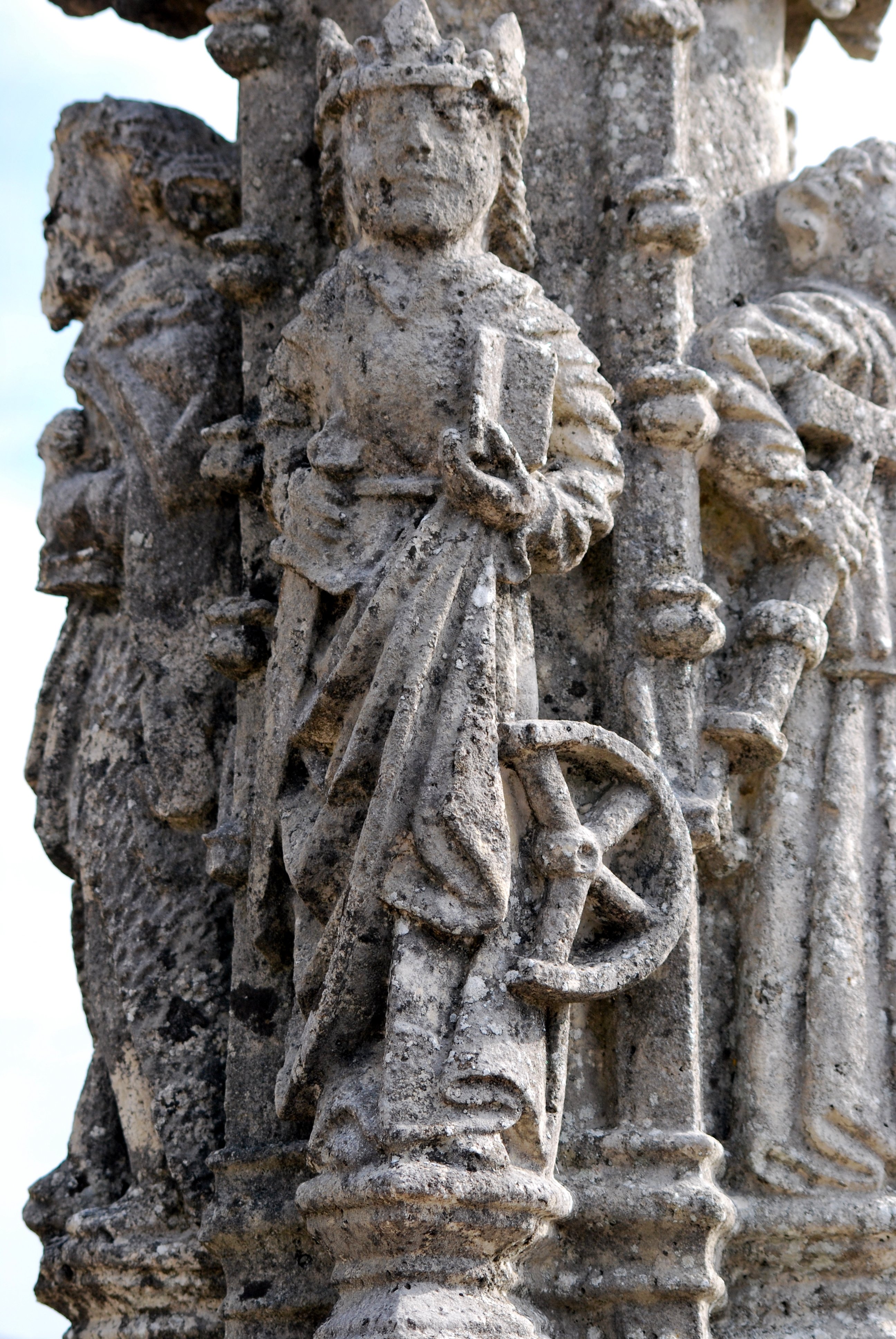
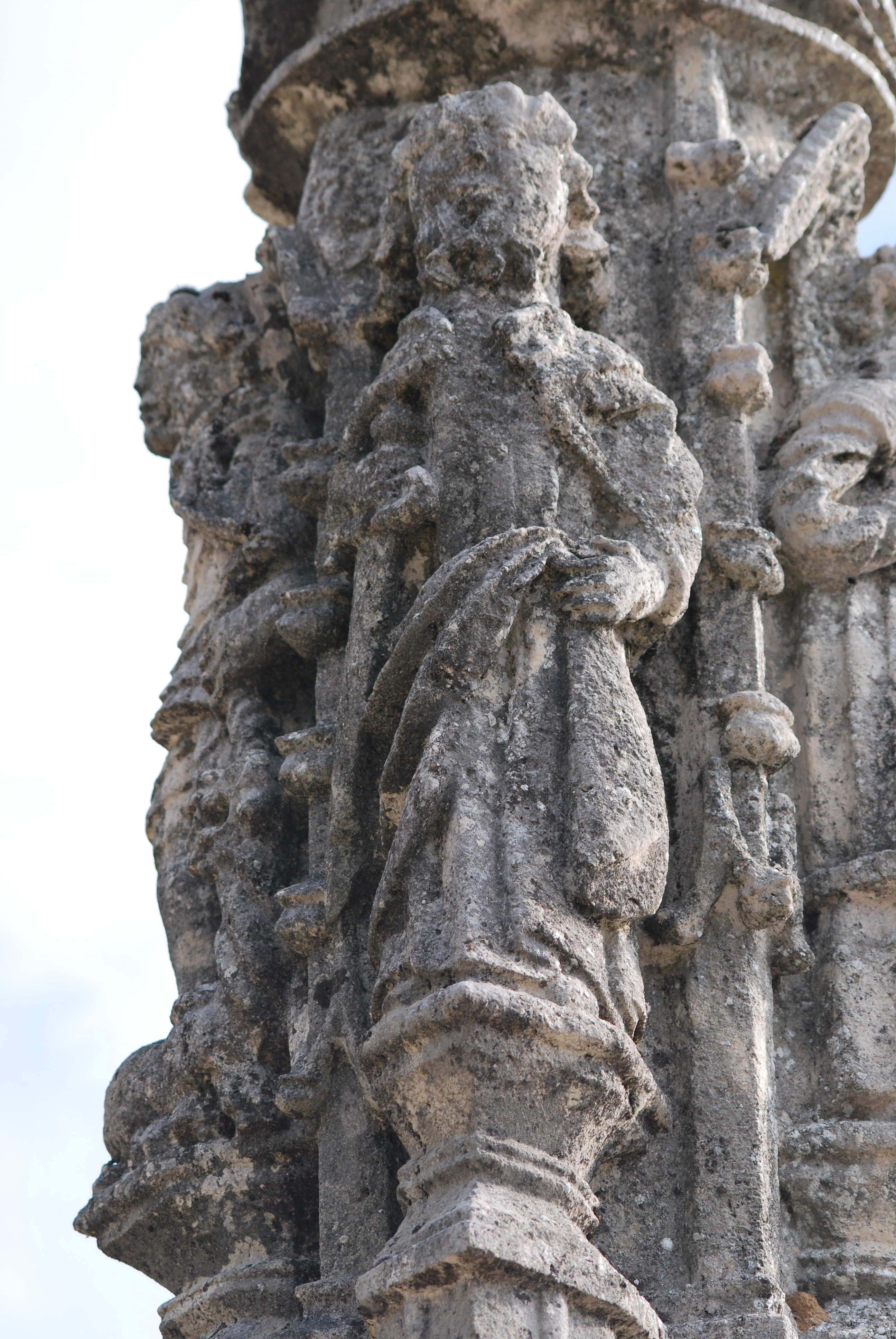
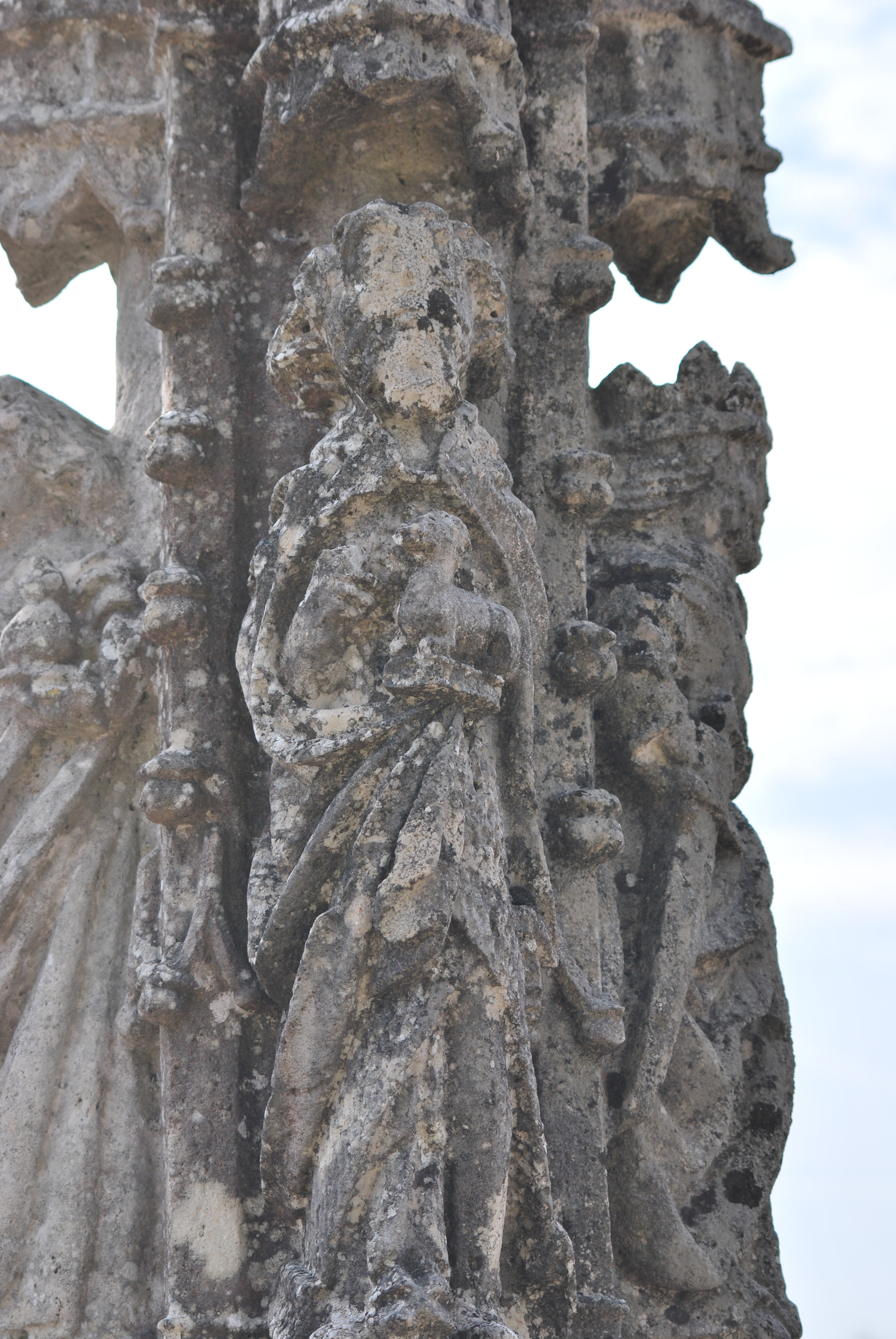
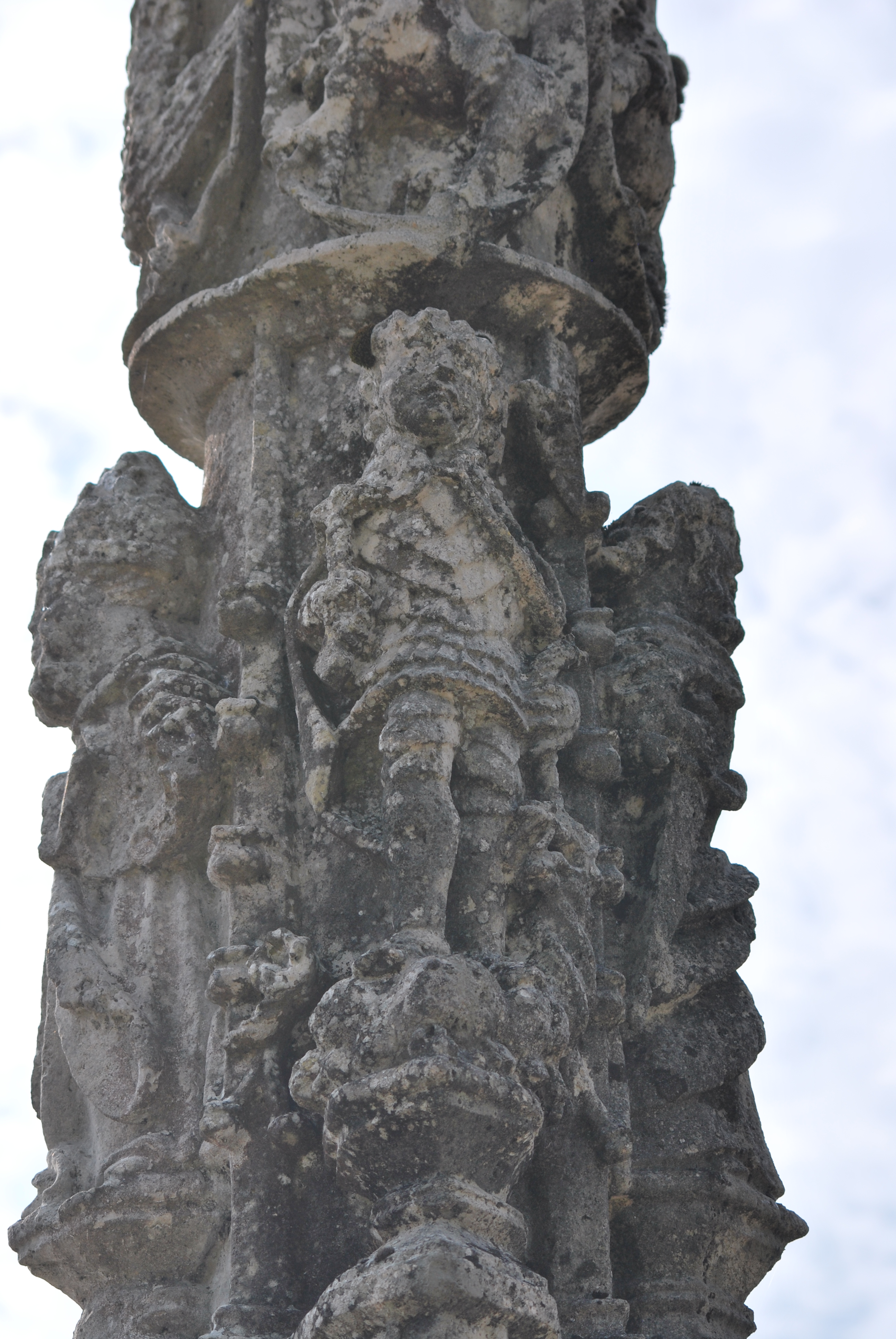
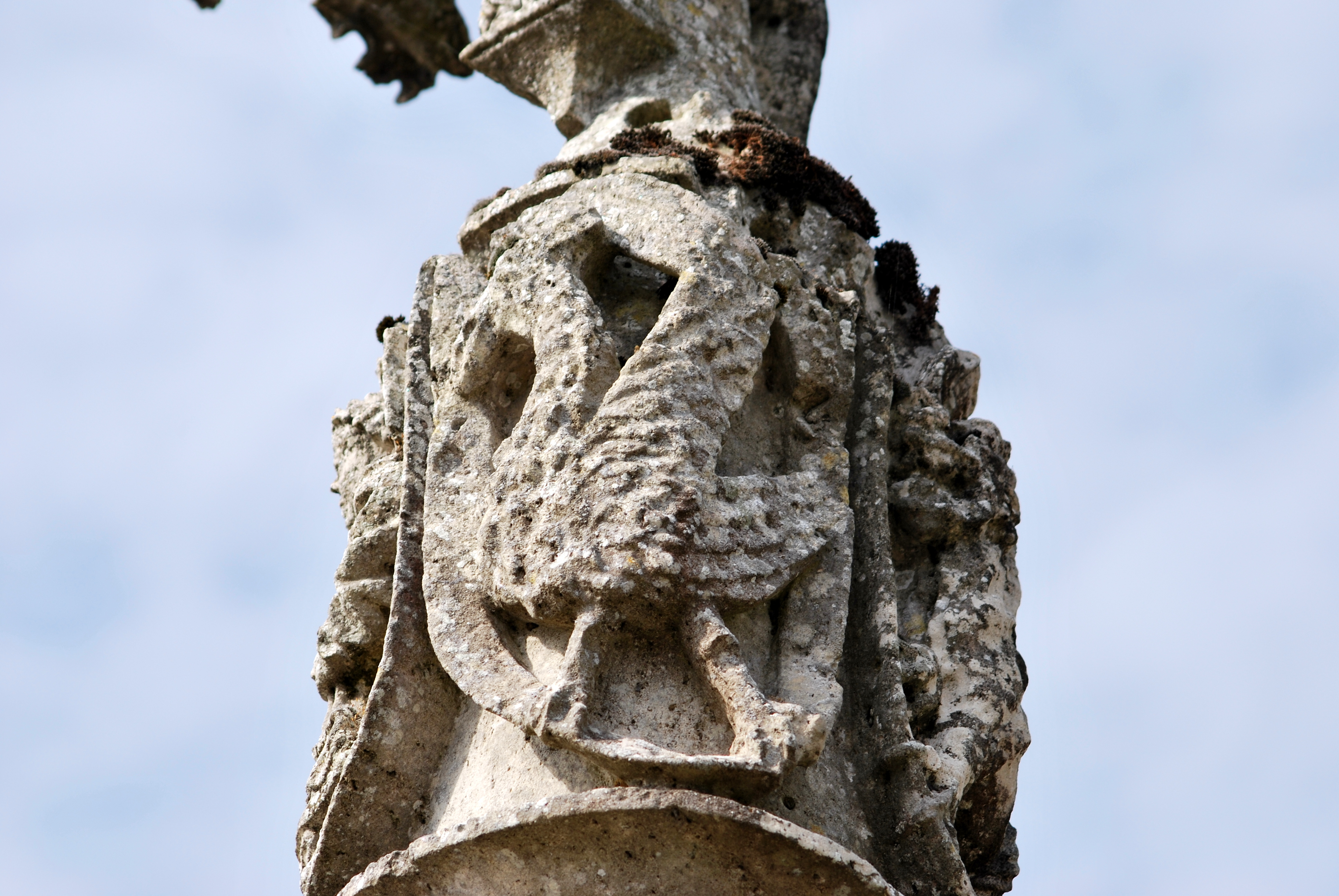
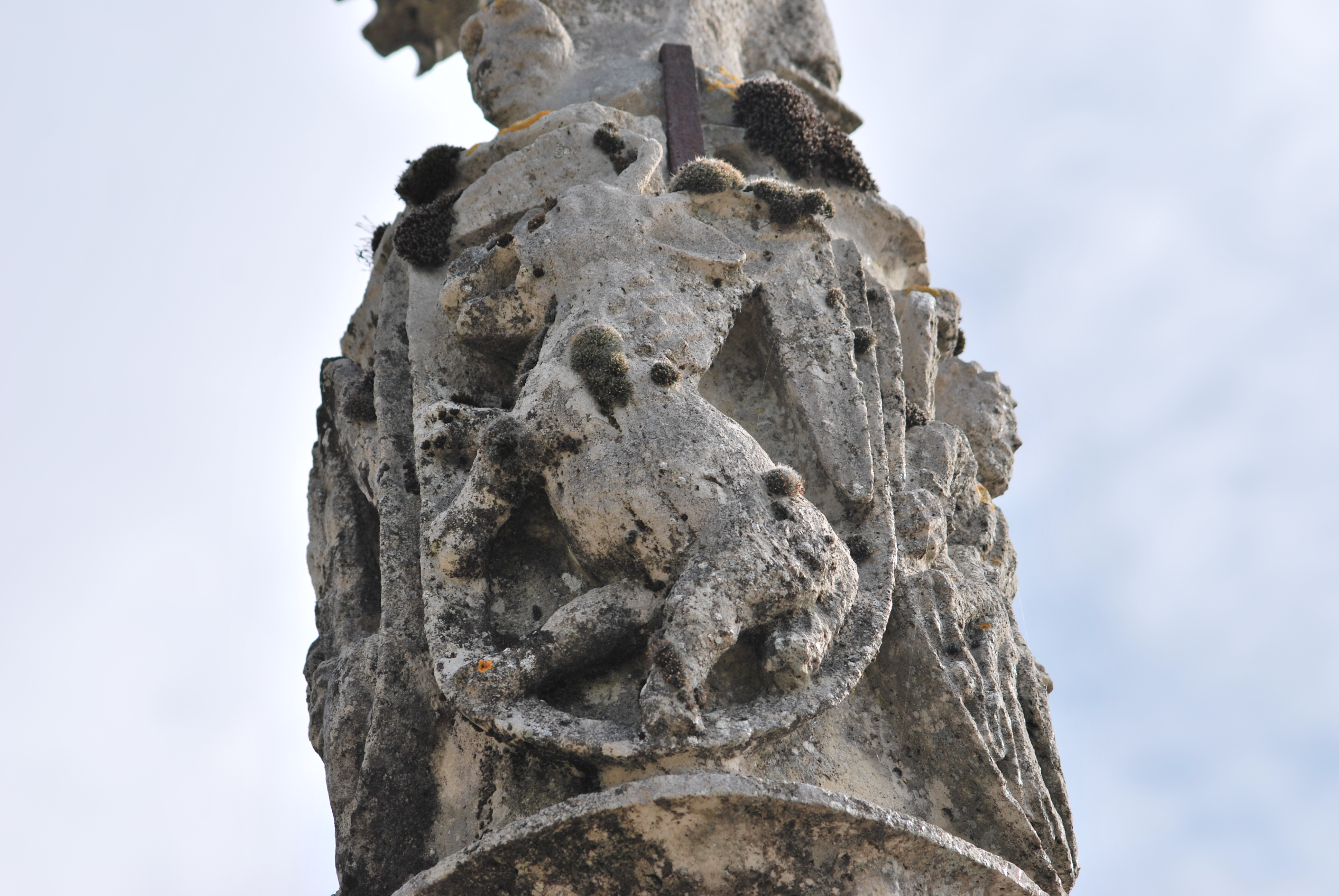
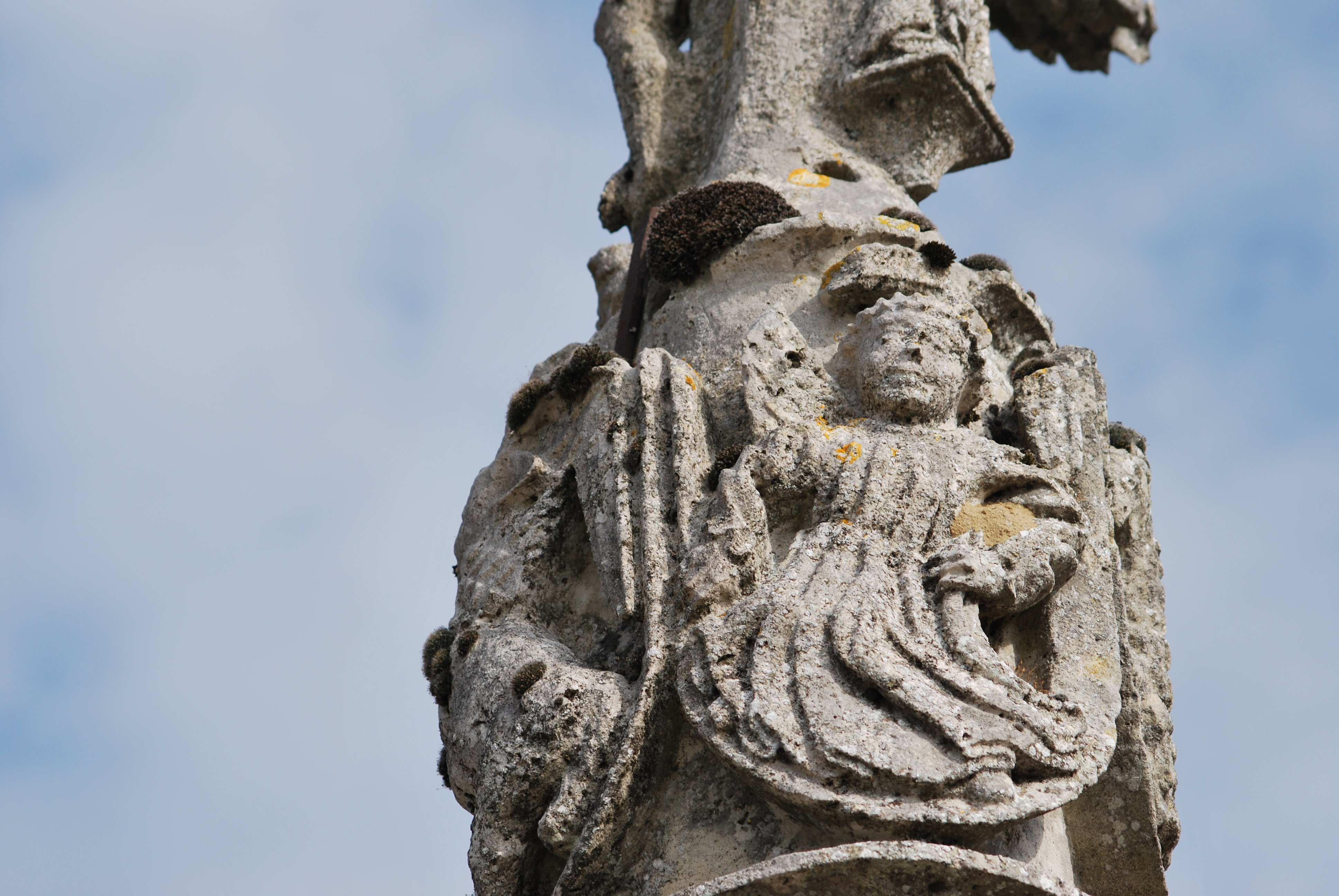

La croix fait l’objet d’un classement au titre des monuments historiques depuis le 20 décembre 1907.